# Абинск (футбольный клуб)
«Аби́нск» — бывший российский футбольный клуб из одноимённого города, существовавший с 2007 по 2009 год. В 2009 году выступал в зоне «Юг» Второго дивизиона.

## История
Футбольный клуб «Абинск» был образован в 2007 году по инициативе группы людей, заинтересованных в развитии футбола в Абинском районе. Учредителем клуба являлся завод ООО MDF. В 2007 году клуб принял участие в кубке ЮФО и занял 2-е место. Большая заслуга в успехах команды принадлежала играющему тренеру Калину Степаняну. У ФК «Абинск» была самая большая посещаемость в лиге. В 2008 году клуб стал чемпионом зоны ЮФО ЛФЛ и получил право в следующем году выступать во Втором дивизионе.
В период выступления во втором дивизионе за неявку на матч 16-го тура против ФК «Таганрог» клуб был оштрафован на 500 тысяч рублей. А 8 июля 2009 года после неявки на матч 17-го тура с «Дружбой» клуб был отстранён от участия в первенстве. Результаты матчей с участием команды были аннулированы.

## Прежние названия
- 2007: «MDF»
- 2008—2009: «Абинск»

## Достижения
- Победитель зоны «ЮФО» ЛФЛ: 2008.

## Статистика выступлений
| Сезон | Лига                       | Место | И  | В  | Н | П  | Мячи  | О  | Кубок | Примечания                                                            |
| ----- | -------------------------- | ----- | -- | -- | - | -- | ----- | -- | ----- | --------------------------------------------------------------------- |
| 2008  | ЛФЛ России, зона «ЮФО»     | 1     | 26 | 22 | 1 | 3  | 64-18 | 67 | —     | —                                                                     |
| 2008  | ЛФЛ России, Финал          | 8     | 5  | 0  | 1 | 4  | 3-11  | 1  | —     | Выход во Второй дивизион                                              |
| 2009  | Второй дивизион. зона «Юг» | —     | 16 | 1  | 2 | 13 | 6-32  | 5  | 1/256 | Снят с соревнований (результаты матчей1 аннулированы) и расформирован |
Примечание
 1. ↑  Включая технические поражения со счётом 0:3 (-:+) за две неявки.